# Brigitte Kraus
Brigitte Kraus (Bensberg, 12 augustus 1956) is een atleet uit Duitsland.
Op de Olympische Zomerspelen van Montreal in 1976 liep Kraus de 1500 meter.
Op de Olympische Zomerspelen van Los Angeles in 1984 liep Kaus de 3000 meter.
Bij de Wereldkampioenschappen atletiek 1983 in Helsinki werd Kraus tweede op de 3000 meter.
In 1978 liep Kraus een indoor wereldrecord op de 1000 meter, dat twintig jaar op haar naam bleef staan.
- World Athletics: 14358644